# 本田親徳
本田 親徳（ほんだ ちかあつ、文政5年1月13日（1822年2月4日） - 明治22年（1889年）4月9日）は明治時代の神道家。出生名は九郎。号は瑞園。

## 生い立ち・経歴
文政5年1月13日（1822年2月4日）、薩摩国川辺郡加世田郷武田村（現：鹿児島県南さつま市）にて、薩摩藩士である本田主造の長男として誕生した。主造は、一説には典医であったともいう。天保10年（1839年）、水戸藩の会沢正志斎に入門して皇学を学ぶ。この際、平田篤胤の家にも出入りしていたともいうが、平田家門人帳には本田の名前はなく、事実かどうかは明らかではない。「七才の時に皇史を読み、神懸りの神法が途絶えているのを嘆き」、皇学を志したともある一方、天保14年（1843年）、京都の薩摩藩邸にて「適々狐憑の少女に遇い憑霊現象を実見して霊学研究の志を固む」ともあり、津城寛文は、「行法実践への直接的な契機はこの辺りに求めるべきであろう」と述べている。
本田は「岩窟に入り、古社に参篭し、神霊に感合する道を求めていくこととなった」というが、修行中の詳細については明らかではない。その後、安政3年（1856年）に、35歳で「神懸三六法アルコトヲ覚悟」ったという。このころ、神祇伯白川家の高浜清七郎とも接触したとされており、伯家神道の影響もあったようである。また、『耶蘇教審判』において「本田瑞園」の号を用いていることから、薩摩藩の国学者である白尾国柱（号：瑞楓）の門人である可能性がある。その後、本田は慶応3年（1867年）ごろ、鎮魂帰神行法を編み出した。
並木英子によれば、京都留守居役であった内田仲之助から大久保一蔵へ宛てられた手紙により、幕末期の本田九郎は薩摩藩の脱藩志士として馬関探索方を勤めていたことがわかるほか、明治維新以後には鹿児島県国学局国学掛を務めていた。また、明治3年（1870年）には巨石信仰・稲荷信仰の神社であった石峰稲荷明神社の神体を神鏡に取り替え、祭神を豊宇気姫神に変更したうえで神社名の母智丘神社への改名を行っている。神道家として活動する中で、本田は明治期より諏訪大明神社大宮司の名前を継ぎ、本田親徳を名乗るようになった。並木によれば、本田は「薩摩藩の尊王攘夷グループである精忠組の人脈を介して、秘伝を教授する霊学神道家として、限られた人物達の輪の中では、重要人物とされた」。
明治6年（1873年）ごろ鹿児島より上京し、西郷隆盛の紹介により副島種臣と交流している。副島は終生親密な師弟関係を保ったとされ、彼は本田の神示を受けて清を漫遊し、西南戦争を逃れたという。本田は、行法伝授をおこない、門人に允可状を与えることで生計を立てていたと考えられる。布教の中心となったのは静岡県であり、これは同郷であり、静岡県令をつとめた奈良原繁が、明治16年（1883年）に彼を招いたことによるものである。門人が宮司をしていた志太郡岡部町の神（みわ）神社を活動の拠点としたが、そのほかにも各所で活動した。明治21年（1888年）にこの神社を去って当時の妻の実家があった秩父に移り、明治22年（1889年）4月9日、川越にて死去した。享年67歳。

### 人物
神職として定職を得たというはっきりとした記録がなく、神社人としては不遇であった。一方で、津城寛文の論ずるところによれば、本田は一般社会で全く無名の人物であったわけではないようであり、井上円了は人伝てに本田のことを聞き、晩年の彼に直接面会もしている。いわく、彼は常に白衣をつけていたという。井上は『哲窓茶話』にて特段批判することもなく、本田の主張について記しており、並木は「ある意味、本田の言説が、井上の価値判断に耐えうるものであったことは、本田の弟子筋以外の第三者的立場からの本田親徳像を考えるうえで、注目するに値する」と述べている。
家族としては、文久3年（1863年）9月13日には、長男・節が生まれている。また、明治6年（1873年）にはちかなる女性と同棲し、明治12年に長女・ミカをもうけている。

## 思想
本田の霊学は、「自由に神霊と交感する技術としての鎮魂帰神法」と、「幽冥界にかんする知識の体系化としての審神者の法則を組み合わせ」たものであった。立命館大学の佐々充昭は本田親徳について、国学者・神道家の平田篤胤と、儒学思想・尊王論を中心に国学・史学・神道を結合した水戸学の影響を受けた国学系神道家と述べている。
並木によれば、本田の執筆した『古事記』の注釈書である『難古事記』は、題名からして橘守部の『難古事記伝』から影響を受けたものである。同書は古事記の解釈にあたっては伝説的部分と史実的部分の弁別が必要であると説くが、本田はこの思想を飛躍させ、『古事記』にはその成立にあたってさまざまな「虚偽説」が混入しているため、神霊からの託宣や啓示を通して正しい解釈を行う必要があると論じた。また、本田の思想は平田篤胤、およびその門人である六人部是香の著作の影響を強く受けている。並木は、本田の『産土百首』と『産土神徳講義』について、篤胤の顕幽論を踏まえつつ、是香の産須那思想を発展させ、独自の思想・行法を創造していったものであると評している。とはいえ、本田の著作はおおむね篤胤に批判的であり、たとえば本田は記紀の国生みを字義通りに解釈する篤胤の議論を批判している。本田は、「此ノ神懸ノコト本居平田ヲ始メ名ダタル先生達モ明ラメ得ラレザリシ」と、篤胤や本居宣長に対する自らの優位性を主張しているが、一方で斎藤英喜の論じるように、本田をはじめとする異端神道家の思想・運動が篤胤の影響下で醸成されたものであることはたしかである。

### 鎮魂帰神法
本田は、いわゆる鎮魂帰神法の創始者であると考えられている。鎮魂帰神法という用語自体は大本の出口王仁三郎がつくったものであるが、これは出口本人が論じるように、本田親徳からその門人である長澤雄楯へ、長澤から出口へと伝授されたものである。鎮魂帰神法は、本田が開発した神霊との交感法のうち、「被憑依者を指を組んで坐らせる、そして対座した者（審神者と呼ぶ）が笛を吹くうち、神霊の憑依がおこる｣という、人為的に神懸り（帰神）状態を生じさせることができるという他感法を指す。神懸りする「神主」に審神者が対座し、神主の有様を目撃・制御し、対話・査定する。本田の行法は、実践者の霊魂を浄化する「鎮魂法」と、神憑りをおこなう「帰神法」から成り立っている。
津城寛文によると、本田の鎮魂行法説は「平田篤胤の有形無形の影響」を受けているが、「材料を直接には記紀神話や『狐憑き』の実見、社寺巷間の口寄せ、稲荷降ろし、行者の所説等に求めながら、それらをかなり体験的な試行錯誤で自己流に体系化」し成立したものである。津城は、本田の神道家としての経歴が憑霊現象の実見からはじまったことからして、「本田霊学の鎮魂帰神行法が憑霊傾向をつよく帯びるのは自然の成り行きである」としつつ、この行法については過去の神道家には見出すことのできない彼独自のものであると論じている。バーギット・シュテムラー（Birgit Staemmler）は本田の行法を修験道の憑祈祷や御嶽教の御座、中国密教と関連付けている。しかし、並木は民俗信仰・苦行に対して否定的であった本田が、こうした信仰と密接に接触していた可能性は低いとしたうえで、彼の行法は近世神道において盛んに論じられた「神霊の実在論証」を背景に成立したものであろうと論じている。

## 影響・評価
本田親徳の門人の長澤雄楯は、自社や奉職をしていた神社の社務所を本田親徳の霊学（「本田霊学」と呼ばれる）の道場として、神憑りの霊能力をもつ神主の育成を試み、この門人は1000人以上いた。本田霊学を学び自身の宗教思想の基礎とした門人らの中から、神道三穂教会神主宮城島金作、大本の教祖出口王仁三郎、大本を出て神道天行居を開いた友清歓真、三五教の中野与之助といった神道系新宗教家たちが出た。このため「本田霊学」は現在まで知られている。本田霊学の行法実践は、秘伝伝授をうけた門人だけが学ぶことができ、おのおの教団を建てた教祖たちは独自に解釈し、アレンジされた霊学行法は信者たちに広く実践された。鎮魂帰神法は大本に直接的に影響を与えたと考えられており、この行法は大本を経て、他の多くの新宗教に継承されていった。
また、長澤雄楯の元で本田の流れを汲む国学系神道を学んだ出口は、神道・国学思想や国体論に共感を寄せ、出口率いる大本は皇道宣揚運動を展開した。
宗教学者の鎌田東二は、鎮魂帰神法が孕む、制御不可能な自我肥大を生み出す危険性、「審神者」の質の担保や規準の問題について、次のように述べている。「その憑霊現象において、『我は＊＊大神であるぞよ。……せよ』などという『託宣』ないしメッセージが発せられることがある。そこでの最も深刻な問題点は、その発話の真偽や懸かってくる神々の神格の特定などが適切に行われるかどうか、言い換えると、そこで起こる神懸りや託宣などの身心変容を『審神者』がどう制御・査定できるかである。もしその際に制御不可能な状態が発生すれば、それが自我のインフレーションや自己肥大幻想の拡大という深刻な事態が発生する。ニーチェの言説を敷衍するなら『ルサンチマンの屈折拡大』が表出される事態が発生する。」
鎮魂帰神法における「審神者」の質の担保や規準の問題は、大本では第一次大本事件が起こることで危険性が曖昧にされ、友清歓真や日本心霊科学協会を設立した浅野和三郎は、こうした問題点を自覚し自らの霊学、心霊科学を展開したが、解決しなかった。

## 著作
以下の著作が知られている。『万葉集韻譜』および『難古事記』の10巻中4巻については、散逸している。現存しているものについては、『古事記神理解略記』および『耶蘇教審判』を除き、『本田親徳全集』に収録されている。同全集は昭和51年（1976年）、鈴木重道の編により山雅房から出版された。
- 『産土百首』
- 『産土神徳講義』
- 『霊魂百首』
- 『謹問平山大教正閣下』
- 『道之大原』
- 『真道問対』
- 『難古事記』
- 『古事記神理解』
- 『古事記神理解略記』
- 『耶蘇教審判』
- 『万葉集韻譜』
- 『霊学抄』
- 『幽顯大兆全書』
- 『口伝抄』
- 祝詞文
- 関係文書
- 書簡

## 関連文献
- 鈴木重道『本田親徳研究』山雅房、1977年。